# Zotten
Zotten ist ein Weiler in der Gemeinde St. Veit in Defereggen im Defereggental (Osttirol).

## Geographie
Zotten liegt in rund 1260 Metern Höhe beidseitig der Defereggentalstraße (L25) zwischen den Ortschaften Görtschach im Osten und Osing im Westen. Nördlich von Zotten liegt hoch über dem Defereggental das Hauptdorf St. Veit, südlich fließt die Schwarzach. Während die Hofstelle Posts (Gritzen Nr. 1) zur Fraktion Gritzen gezählt wird, gehören die übrigen Gebäude der Ortschaft zur Fraktion Görtschach. Neben der Hofstelle Posts bestehen in Zotten noch die Bauernhöfe Außerzotten (Görtschach Nr. 3), Zottenwirt (Görtschach Nr. 4) und Zenzen (Görtschach Nr. 5). Hinzu kommen drei weitere Wohnhäuser (Görtschach Nr. 38, 47 und 49).

## Geschichte
Im Jahr 1890 wurden für die Rotte Zotten drei Häuser und 23 Einwohner gezählt, die allesamt katholischen Glaubens waren. Bis zum Jahr 1923 schrumpfte die Bevölkerung auf 14 Einwohner in zwei Häusern. 1951 beherbergte der Weiler Zotten 31 Menschen in fünf Häusern. 1961 lebten im Weiler 28 Menschen in sechs Häusern, 1971 21 Menschen in sechs Häusern. 1981 umfasste Zotten acht Häuser und 31 Einwohner, wobei sechs Gebäude bewohnt waren. 1991 waren es 24 Menschen in neun Häusern, wobei eine landwirtschaftliche Betriebsstätten bestand.

## Bauwerke
Im Zentrum von Zotten liegt die Zottenkapelle, die hier 1805 anstelle eines kleinen Bildstocks aus dem Jahr 1684 errichtet wurde. Es handelt sich um eine zweijochige Kapelle mit Polygonalchor und Satteldach die Mariae Heimsuchung geweiht ist. Nördlich der Zottenkapelle am Fußweg durch den Niesenwald findet sich ein aus 14 Stationen bestehender Kreuzweg. Der Kreuzweg besteht aus überdachten Holzkreuzen mit Bildtafeln, die einst in der Zottenkapelle angebracht waren. Sie wurden 1903 dort entfernt und 1935 am Fußweg nach St. Veit aufgestellt. Gegenüber der Zottenkapelle befindet sich  das von Virgil Rainer geschaffene Freiheitskämpferdenkmal, das 1909 in Erinnerung an die Opfer des Tiroler Volksaufstands 1809 errichtet wurde.